# Michael Wenden
Michael ("Mike") Vincent Wenden (ur. 17 listopada 1949 w Sydney) – australijski pływak specjalizujący się w stylu dowolnym, dwukrotny mistrz olimpijski z Meksyku, były rekordzista świata.

## Kariera
W igrzyskach brał udział dwukrotnie, startował w Meksyku i Monachium, medale zdobywał wyłącznie na Igrzyskach Olimpijskich 1968. Zwyciężył w wyścigach na 100 i 200 m stylem dowolnym, wyprzedzając m.in. Amerykanów Dona Schollandera oraz Marka Spitza. Stawał na podium premierowych mistrzostw świata w Belgradzie w 1973 roku. Wenden trzykrotnie startował na Igrzyskach Wspólnoty Narodów, gdzie zdobył 13 medali, w tym 9 złotych.
W 1979 roku został wprowadzony do International Swimming Hall of Fame.
W 2000 roku był jedną z osób wnoszących flagę olimpijską na stadion w czasie ceremonii otwarcia igrzysk w Sydney.